# Grissom (månekrater)
Grissom er et nedslagskrater på Månen. Det befinder sig på den sydlige halvkugle på Månens bagside og er opkaldt efter den amerikanske astronaut Virgil "Gus" Grissom (1926-1967).
Navnet blev officielt tildelt af den Internationale Astronomiske Union (IAU) i 1970. 

## Omgivelser
Grissomkrateret ligger lige syd for det enorme Apollobassin og nordøst for Corikrateret.

## Karakteristika
Grissoms kraterrand er visse steder eroderet, i særdeleshed mod nordøst, hvor et par små kratere ligger langs siden. Der er en samling småkratere syd for kraterets midte og et lille krater langs kraterbundens nordøstlige kant.

## Satellitkratere
De kratere, som kaldes satellitter, er små kratere beliggende i eller nær hovedkrateret. Deres dannelse er sædvanligvis sket uafhængigt af dette, men de får samme navn som hovedkrateret med tilføjelse af et stort bogstav. På kort over Månen er det en konvention at identificere dem ved at placere dette bogstav på den side af satellitkraterets midte, som ligger nærmest hovedkrateret. Grissomkrateret har følgende satellitkratere:
| Grissom | Længde  | Bredde   | Diameter |
| ------- | ------- | -------- | -------- |
| K       | 49,5° S | 145,7° V | 26 km    |
| M       | 49,1° S | 147,7° V | 38 km    |

## Måneatlas
- Billeder af Grissomkrateret i LPI-måneatlasset
- USGS-kort